# 馮文盛
馮文盛（16世紀—17世紀），字士蒙，號念雲，江西瑞州府新昌縣人，明朝政治人物。

## 生平
馮文盛是萬曆十年（1582年）壬午科江西鄉試第二十三名舉人，授新建教諭，受聘為四川鄉試同考官號稱得人，二十三年（1595年）陞高苑知縣，在當地建立社學，修理堤岸，捐俸編纂縣志，招民開墾荒田，給與牛種，禁止遊民開掘縣內古墓變賣磚石，入朝擔任南京大理寺評事，陞南京大理寺正，執法公正不阿，出為廣南知府，署大理府事不受一錢，調岳州知府撲滅洞庭盜賊，陞貴州按察司副使、兵備貴寧。

## 引用
1. 1 2  道光《新昌縣志·卷十一·人物志》：舉人 明……萬厯十年壬午科……馮文盛，字士蒙，號念雲，縣治人，新建教諭，聘四川同考官號得人，陞四川高苑知縣，清水利、給牛種，陞南大理評事、寺正，持法不阿，出知雲南廣南府，委署大理寺【府】不受一錢，補岳州知府，戮洞庭盜魅，擢貴寧兵備副使。
2. ↑  乾隆《高苑縣志·卷三·職官志》：馮文盛 萬厯二十三年知縣，新昌人舉人，廓大端方、實心任事，催科遍審寬而有條，建社學、修堤岸，捐俸輯邑乘，招民開墾荒田，給以牛種，縣多古墓，遊民每掘其甃貨之，立為嚴禁澤及枯骨，陞南大理寺評事。